# Ablabio
Flavio Ablabio o Ablavio (in latino Flavius Ablabius; ... – Costantinopoli, 338) è stato un politico romano.

## Biografia
Ablabio era figlio di una famiglia pagana e socialmente umile, originaria di Creta. Ricoprì il rango di officialis del governatore di Creta, fino al 316, e quindi nell'impero di Licinio; poi si trasferì a Costantinopoli, dove riuscì a guadagnarsi una notevole fortuna e una grande influenza sull'imperatore Costantino I, al quale dedicò alcuni versi, fino a diventare il senatore più influente.
Si convertì al Cristianesimo; divenne vicarius dell'Asia (324/326), e poi, a partire al 329, prefetto del pretorio d'Oriente, una posizione importantissima che lo faceva di fatto il secondo uomo più potente dell'Impero. 
Costantino gli affidò la guida del figlio Costanzo (il futuro Costanzo II); nel 329 era probabilmente prefetto sotto Costanzo, in Italia, ma l'anno successivo si recò in Oriente, forse in occasione della dedicazione di Costantinopoli.
Nel 331 ricoprì il consolato. Nel 333 Costantino gli indirizzò una lettera (conservatasi), in risposta di una lettera di Ablabio che invece è andata perduta. In questa lettera, l'imperatore gli comunicava che era facoltà anche di una sola delle parti in un giudizio di appellarsi al giudizio di un vescovo invece che a quella di un magistrato civile. Anche se la prassi fra i cristiani di appellarsi per un arbitrato a un vescovo, è attestata nell'Impero Romano almeno dal III secolo, in un contesto generale in cui il ricorso all'arbitrato privato era largamente accettato anche tra i pagani, questa lettera è di grande importanza storica, in quanto inaugura un ruolo ufficiale dell'episcopato cattolico in ambito giuridico che avrà un immenso successo nei secoli successivi. Il fatto che la domanda venga proposta proprio da Ablabio è di solito riportata come una prova della sua adesione al Cristianesimo, anche se la prova più indiscutibile di ciò è una Lettera Festale di Atanasio di Alessandria, datata 2 aprile 332, in cui definisce il prefetto del Pretorio Ablabio come "uomo realmente pieno di timor di Dio". 
Nel 335/336 lasciò Costantinopoli per accompagnare Costanzo cesare in Oriente.
Con la morte di Costantino, nel 337, Ablabio restò in carica al servizio di Costanzo, ora divenuto imperatore; poiché, però, si schierò con il vescovo niceno Atanasio di Alessandria d'Egitto, che aveva forti nemici alla corte ariana di Costanzo II, cadde in disgrazia e fu presto congedato.
Ritiratosi a vita privata nei suoi possedimenti in Bitinia, fu sospettato di ambire al trono; fu architettato un piano per costringerlo a scoprire le proprie intenzioni a proposito e, nel 338, venne condannato a morte da Costanzo II. Fu giustiziato davanti alla sua casa a Costantinopoli, che in seguito entrò in possesso di Galla Placidia.
La figlia Olimpia era fidanzata all'imperatore Costante I; in seguito venne data in sposa da Costanzo II al re d'Armenia Arsace II dopo il 351, ma venne dopo poco avvelenata dalla prima moglie di Arsace.
Va forse identificato con l'Ablabio che scrisse una storia dei Goti, poi usata come fonte da Cassiodoro e Giordane.

## la vicenda del filosofo Sopatro
Ablabio è protagonista di un capitolo delle Vite dei filosofi e sofisti dello storico e filosofo Eunapio. Il capitolo riguarda Sopatro di Apamea, la cui ambizione lo portò a diventare confidente di Costantino: Eunapio commenta che l'imperatore ne rimase catturato, tanto da fare sedere Sopatro in pubblico alla propria destra, al posto d'onore. Poiché la fondazione della nuova capitale, Costantinopoli, richiedeva grandi quantità di grano dall'Egitto, dalla Siria, dall'Asia e dalla Fenicia, e poiché inoltre le navi potevano scaricare in porto solo quando soffiava un forte vento da Sud, capitò un momento di scarsità in cui la folla, affamata, smise di applaudire all'imperatore. Costantino ne rimase turbato, e Ablabio lo convinse che Sopatro avesse delle arti magiche con cui aveva incatenato i venti: lo stesso Ablabio, sottolinea Eunapio, che riusciva a maneggiare Costantino come una folla indisciplinata, e che in cuor suo aspirava al trono, e che ci sarebbe arrivato, se Costanzo non avesse provveduto a eliminarlo. Costantino credette subito ad Ablabio, e ordinò di decapitare il filosofo. 
Barbero, nel suo recente libro su Costantino, sottolinea come Eunapio sia pagano, sia profondamente avverso ai cristiani, e veda quindi sotto una luce cupa tutta la politica filo-cristiana di Costantino dell'ultimo decennio del suo regno (328-337), attribuendola all'influsso nefasto dei consiglieri cristiani, come Ablabio. Ma la Vita di Sopatro è comunque segno che, nei posteri che vissero immediatamente dopo di lui, il ricordo di Costantino rimase a lungo dominato negativamente dalle vicende finali del suo regno.